# Поезд дальнего следования
Поезда дальнего следования (ПДС) — в системе российских железных дорог (РЖД), категория пассажирских поездов (наравне с пригородными поездами, «электричками»). Категория определяется в зависимости от расстояния перевозки. В РФ «дальними» являются поезда, идущие на расстояние свыше 150 километров, до 2004 года под данное определение попадали поезда с длиной маршрута свыше 700 километров, поезда на расстояние от 150 до 700 километров считались местными.
Поскольку системы классификации поездов в разных странах отличаются, аналоги термина на других языках будут неточными. Близкими являются европейские англ. intercity trains, однако российские ПДС обычно включают спальные вагоны, так что прямым аналогом являются ночные межрегиональные поезда (например, EuroNight в Германии). В США эквивалентом являются англ. long-distance trains «Амтрак».